# Vilayet di Costantinopoli
Il vilayet di Costantinopoli (in turco: Vilâyet-i İstanbul) fu un vilayet dell'Impero ottomano nell'area dell'attuale Turchia, ove si trovava la capitale Costantinopoli.

## Geografia antropica

### Suddivisioni amministrative
Il vilayet di Costantinopoli disponeva di un unico sangiaccato con alcuni kaza. Nel XIX secolo erano:
1. kaza di Skutari
2. kaza di Gebze
3. kaza di Kartal
4. kaza di Beykoz
5. kaza di Şile

## Composizione della popolazione
| Composizione della popolazione residente (dati del 1914)) |         |
| Musulmani                                                 | 560.434 |
| Greci                                                     | 205.752 |
| Armeni                                                    | 82.880  |
| Ebrei                                                     | 52.126  |